# ODYSSEY (RIIZEのアルバム)
『ODYSSEY』（オデッセイ）は、韓国のボーイズグループ・RIIZEの1stフルアルバム。2025年5月19日にカカオエンターテインメントから発売された。

## 概要
RIIZEにとって初となるフルアルバムであり、2024年にリリースしたミニアルバム『RIIZING』、初のファンコンサートツアー【RIIZING DAY】に続く、約11か月ぶりの新作である。
『ODYSSEY』は彼らのアイデンティティを定義するアルバムで、アルバム名「ODYSSEY」はRIIZEの活動基盤である「リアルタイムオデッセイ」の延長線に置かれている。タイトル曲「Fly Up」を含め、独自のジャンルである“エモーショナルポップ”を掲げた全10曲が収録される。
今回のプロモーションは「初・最高・最大」をテーマに、大規模な施策が展開される。4カ国の映画館で予告映像作品が上映されるほか、アルバムリリースに向けたリアルタイム記録プロジェクトとして、新たなInstagramアカウントも開設された。

## 背景
RIIZEは「Get A Guitar」「Love 119」「Boom Boom Bass」など、独自のジャンル“エモーショナルポップ”を武器に高い人気を博した。2024年には、MelOn年間チャートに3曲がランクインし、2作連続のミリオンセラーを達成。さらに、年末授賞式では16個のトロフィーを獲得するなど、音源・アルバム・話題性のすべてを兼ね備えたグループとして注目を集めた。2025年、彼らが再び描く成長の物語にも、期待が寄せられている。
そんな中、アルバムのリリースを控えるRIIZEが新曲コンテンツの流出被害に遭ったと、5月7日付で現地メディアのDispatchなどが報じた。報道によると、発売前の新作に関するコンセプトフォトや未公開写真、計65枚がオンライン上に流出したという。ファンの間では、彼らのマネージャーが「流出の当事者ではないか」との疑念も浮上したが、SMエンタテインメントは「該当スタッフにはプロモーションデータへのアクセス権限がなく、今回の件とは無関係である」と説明。加えて、犯人が特定され次第、法的措置を講じる方針も明らかにした。

## プロモーション
- 4月24日、Instagram新アカウント（@riize_odyssey）にて初の投稿がされた[3]。
- 4月28日、アルバムのトレーラー映像をYouTubeにて公開[3]。
- 4月29日、リリース日までの主なプロモーションスケジュールやトラックリストを公開[7]。
- 4月30日より、公式SNSにてティザーイメージを公開[2]。
- 5月1日、収録曲「Bag Bad Back」のミュージックビデオを公開[8]。
- 5月6日、収録曲「Ember to Solar」のトラックビデオを公開[9]。
- 5月11日、アルバムのモノローグ映像を公開[10]。
- 5月14日、アルバムの全収録曲が映像化された約40分の映像『RIIZE PREMIERE』をWeverseにて公開。収録曲のミュージックビデオが先行公開された[11]。その後、15日から18日までの間、韓国・中国・日本・タイの4ヶ国・全27劇場でプレミア上映された[2][12]。
- 5月19日、ブルースクエアSOLトラベルホールにて発売記念ショーケースが開催された[13]。同日18時には、各音楽配信サイトで音源の配信が開始され、あわせてタイトル曲「Fly Up」のミュージックビデオも公開された[14]。

## 収録曲
| #         | タイトル                               | 作詞  | 作曲・編曲 | 時間 |
| --------- | -------------------------------------- | ----- | ---------- | ---- |
| 1.        | 「Odyssey」                            |       |            | 2:32 |
| 2.        | 「Bag Bad Back」                       |       |            | 3:12 |
| 3.        | 「Ember to Solar」(잉걸)               |       |            | 3:20 |
| 4.        | 「Fly Up」                             |       |            | 2:58 |
| 5.        | 「Show Me Love」                       |       |            | 3:09 |
| 6.        | 「Passage」                            |       |            | 0:39 |
| 7.        | 「Midnight Mirage」                    |       |            | 3:22 |
| 8.        | 「The End of the Day」(모든 하루의 끝) |       |            | 3:42 |
| 9.        | 「Inside My Love」                     |       |            | 2:39 |
| 10.       | 「Another Life」                       |       |            | 3:47 |
| 合計時間: | 合計時間:                              | 29:20 |            |      |

## チャート成績
5月26日に発表されたHANTEOチャートにおいて、初週で1,797,267枚の売上を記録。これにより、「Get A Guitar」「RIIZING」に続く、デビュー後3連続ミリオンセラー記録を樹立した。
また、中国QQ MUSICのデジタルアルバム販売チャート1位およびプラチナ認証を獲得し、日本のLINE MUSICリアルタイム・デイリーアルバムTOP100で1位、AWAリアルタイム急上昇チャート1位、iTunesトップアルバムチャートで全世界13地域のTOP10にランクインするなど、好反応を得ている。タイトル曲「Fly Up」もMelOnのTOP100で3位、HOT100で1位、Bugsリアルタイム1位、Vibe急上昇1位などを記録したのに続き、他の収録曲9曲もチャートインに成功している。

## 関連動画
| 公開日        | タイトル                | タイトル                | リンク |
| ------------- | ----------------------- | ----------------------- | ------ |
| 2025年4月28日 | 'ODYSSEY' Trailer       | 'ODYSSEY' Trailer       | ▶      |
| 2025年5月11日 | 'ODYSSEY' Monologue     | 'ODYSSEY' Monologue     | ▶      |
| 2025年5月20日 | ❮ODYSSEY❯               | [ 注 1 ]                | ▶      |
| 2025年5月29日 | ❮ODYSSEY❯               | Reaction                | ▶      |
| 2025年5月28日 | ‘ODYSSEY’ UNBOXING      | ‘ODYSSEY’ UNBOXING      | ▶      |
| 2025年5月25日 | 'ODYSSEY' Jacket Behind | 'ODYSSEY' Jacket Behind | ▶      |
| 2025年6月9日  | 'ODYSSEY' Jacket Behind | 'ODYSSEY' Jacket Behind | ▶      |
| 2025年5月19日 | Odyssey                 | Intro Film              | ▶      |
| 2025年5月1日  | Bag Bad Back            | MV                      | ▶      |
| 2025年5月31日 | Bag Bad Back            | MV Behind               | ▶      |
| 2025年5月5日  | Bag Bad Back            | Dance Practice          | ▶      |
| 2025年5月6日  | Ember to Solar          | Track Video             | ▶      |
| 2025年6月5日  | Ember to Solar          | Track Video Behind      | ▶      |
| 2025年6月8日  | Ember to Solar          | Dance Practice          | ▶      |
| 2025年5月19日 | Fly Up                  | MV                      | ▶      |
| 2025年5月26日 | Fly Up                  | Dance Practice          | ▶      |
| 2025年6月7日  | Fly Up                  | Part Switch ver.        | ▶      |
| 2025年5月19日 | Show Me Love            | MV                      | ▶      |
| 2025年5月19日 | Passage                 | Visualizer              | ▶      |
| 2025年5月19日 | Midnight Mirage         | MV                      | ▶      |
| 2025年5月19日 | The End of the Day      | MV                      | ▶      |
| 2025年5月19日 | Inside My Love          | MV                      | ▶      |
| 2025年5月19日 | Another Life            | Outro Film              | ▶      |

## リリース日程
| 地域 | 日付          | 規格 | レーベル                 |
| ---- | ------------- | ---- | ------------------------ |
| 韓国 | 2025年5月19日 | CD   | SM / カカオ              |
| 世界 | 2025年5月19日 | 配信 | SM / カカオ              |
| 日本 | 2025年5月19日 | 配信 | ユニバーサルミュージック |
| 日本 | 2025年7月2日  | CD   | ユニバーサルミュージック |